# Lovča
 Ovo je glavno značenje pojma Lovča. Za naselje u okrugu Žiar nad Hronom, Slovačka pogledajte Lovča (Žiar nad Hronom, Slovačka).
Lovča je naselje u Republici Hrvatskoj, u sastavu općine Donji Kukuruzari, Sisačko-moslavačka županija. 

## Stanovništvo
Prema popisu stanovništva iz 2001. godine, naselje je imalo 26 stanovnika te 16 obiteljskih kućanstava.

Prema popisu stanovništva 2011. godine naselje je imalo 19 stanovnika.
| broj stanovnika | 315   | 333   | 395   | 386   | 431   | 527   | 489   | 534   | 350   | 363   | 321   | 232   | 167   | 107   | 26    | 19    | 10    |
|                 | 1857. | 1869. | 1880. | 1890. | 1900. | 1910. | 1921. | 1931. | 1948. | 1953. | 1961. | 1971. | 1981. | 1991. | 2001. | 2011. | 2021. |